# Краведжа
Краведжа (італ. Craveggia, п'єм. Crovegia) — муніципалітет в Італії, у регіоні П'ємонт,  провінція Вербано-Кузіо-Оссола.
Краведжа розташована на відстані близько 570 км на північний захід від Рима, 135 км на північний схід від Турина, 23 км на північ від Вербанії.
Населення — 722 особи (2014).

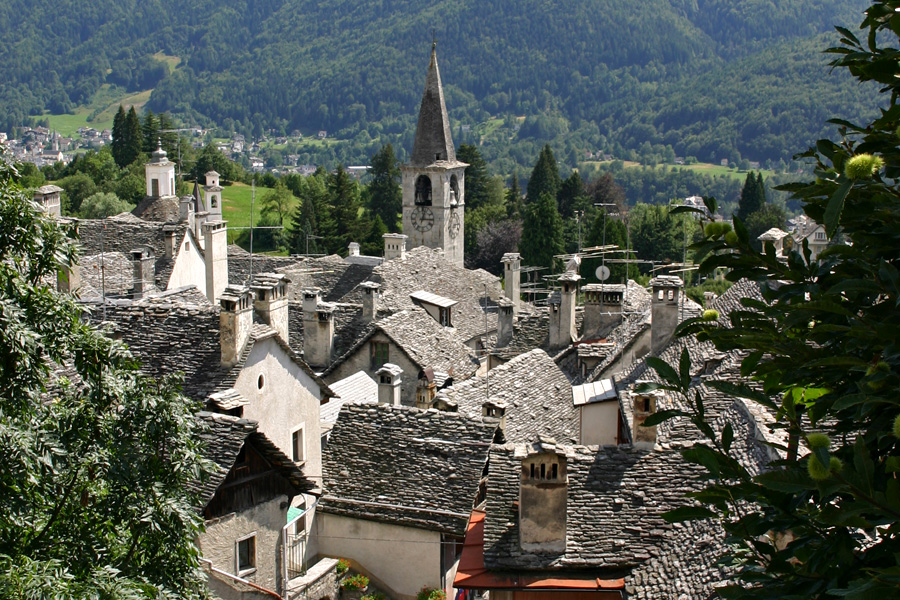

Щорічний фестиваль відбувається 25 липня. Покровитель — Santi Giacomo.

## Демографія
Населення за роками:

Станом на 1 січня 2023 року в муніципалітеті офіційно проживало 69 іноземців з 19 країн, серед них 8 громадян країн Євросоюзу та 2 громадяни України.

## Сусідні муніципалітети
- Малеско
- Онсерноне
- Ре
- Санта-Марія-Маджоре
- Точено
- Верджелетто
- Віллетте